# 오야마다촌 (미에현 미에군)
오야마다촌(小山田村)은 미에현 미에군에 설치되었던 촌이다. 현재의 욧카이치시 남서부에 해당한다.